# WTA Finals 2022 – ženská čtyřhra
Ženská čtyřhra WTA Finals 2022 probíhala v první polovině listopadu 2022 jako závěrečný turnaj ženské profesionální sezóny. Do deblové soutěže Turnaje mistryň, premiérově hrané v texaském Fort Worth, nastoupilo osm nejvýše postavených dvojic na žebříčku Race to the WTA Finals, počítaného od začátku kalendářní sezóny. Pořadatelství bylo přiděleno dodatečně, po zrušení všech čínských turnajů včetně stálého dějiště pro období 2019–2030 v čínském Šen-čenu. Skupiny získaly pojmenování po amerických šampionkách turnaje Pam Shriverové a Rosie Casalsové. Redukované odměny čtyřhry činily 1 milion dolarů.
Siniaková, Coco Gauffová a Veronika Kuděrmetovová vstoupily do turnaje jako soupeřky o post deblové světové jedničky na konečném žebříčku WTA. Siniaková si prvními dvěma výhrami zajistila setrvání na čele klasifikace v závěrečném hodnocení a potřetí zakončí sezónu jako světová jednička.
Vítězem se stal čtvrtý nasazený, rusko-belgický pár Veronika Kuděrmetovová a Elise Mertensová, který ve finále zdolal české turnajové jedničky Barboru Krejčíkovovou s Kateřinou Siniakovou. Po dvousetovém průběhu 6–2 a 4–6 rozhodl až supertiebreak těsným poměrem míčů [11–9]. Češky v něm ztratily vedení 7–2, kdy soupeřky šňůrou šesti míčů průběh otočily. Šampionky si připsaly třetí společnou trofej po výhrách na Istanbul Cupu 2021 a Dubai Tennis Championships 2022. 26letá Mertensová, která přerušila sérii pěti finálových porážek, získala na okruhu WTA Tour šestnáctý deblový titul a vylepšila finálové maximum z předchozího ročníku. Debutující, 25letá Kuděrmetovová vybojovala na túře WTA páté turnajové vítězství v deblu a po skončení se posunula na 2. příčku žebříčku. Mertensová se vrátila do první světové pětky.
26leté obhájkyně trofeje Krejčíková se Siniakovou se tak nestaly sedmou dvojicí, která Turnaj mistryň ovládla dvakrát v řadě. V roce 2022 vyhrály všechny tři grandslamy, do nichž zasáhly a na grandslamech a Turnaji mistryň dosáhly bilance 22–1, při celkovém poměru zápasů 27–4.

## Nasazení párů
1. Barbora Krejčíková /  Kateřina Siniaková (finále, 1 080 bodů, 190 000 USD/pár)
2. Gabriela Dabrowská /  Giuliana Olmosová (základní skupina, 500 bodů, 70 000 USD/pár)
3. Coco Gauffová /  Jessica Pegulaová (základní skupina, 375 bodů, 50 000 USD/pár)
4. Veronika Kuděrmetovová /  Elise Mertensová (vítězky, 1 500 bodů, 340 000 USD/pár)
5. Ljudmyla Kičenoková /  Jeļena Ostapenková (semifinále, 500 bodů, 75 000 USD/pár)
6. Sü I-fan /  Jang Čao-süan (základní skupina, 500 bodů, 70 000 USD/pár)
7. Anna Danilinová /  Beatriz Haddad Maiová (základní skupina, 500 bodů, 70 000 USD/pár)
8. Desirae Krawczyková /  Demi Schuursová (semifinále, 625 bodů, 95 000 USD/pár)

## Náhradnice
1. Nicole Melicharová-Martinezová /  Ellen Perezová (nenastoupily, 0 bodů)
2. Caroline Garciaová /  Kristina Mladenovicová (nenastoupily, 0 bodů)

## Soutěž
| Legenda                                                       |                                                                        |                                                   |
| - Q – kvalifikant - WC – divoká karta - LL – šťastný poražený | - Alt – náhradník - SE – zvláštní výjimka - PR/SR – žebříčková ochrana | - w/o – bez boje - r – skreč - d – diskvalifikace |

### Finálová fáze
|  | Semifinále | Semifinále                             | Semifinále                              | Semifinále | Semifinále |      |                                         | Finále | Finále | Finále | Finále | Finále |
|  |            |                                        |                                         |            |            |      |                                         |        |        |        |        |        |
|  | 1          | Barbora Krejčíková Kateřina Siniaková  | 7                                       | 6          |            |      |                                         |        |        |        |        |        |
|  | 5          | Ljudmyla Kičenoková Jeļena Ostapenková | 65                                      | 2          |            |      |                                         |        |        |        |        |        |
|  | 5          | Ljudmyla Kičenoková Jeļena Ostapenková | 65                                      | 2          |            | 1    | Barbora Krejčíková Kateřina Siniaková   | 2      | 6      | [9]    |        |        |
|  |            |                                        |                                         |            |            | 1    | Barbora Krejčíková Kateřina Siniaková   | 2      | 6      | [9]    |        |        |
|  |            | 4                                      | Veronika Kuděrmetovová Elise Mertensová | 6          | 4          | [11] |                                         |        |        |        |        |        |
|  | 4          | 4                                      | Veronika Kuděrmetovová Elise Mertensová | 6          | 4          | [11] | Veronika Kuděrmetovová Elise Mertensová | 6      | 6      |        |        |        |
|  | 4          |                                        |                                         |            |            |      | Veronika Kuděrmetovová Elise Mertensová | 6      | 6      |        |        |        |
|  | 8          | Desirae Krawczyková Demi Schuursová    | 1                                       | 1          |            |      |                                         |        |        |        |        |        |

### Skupina Rosie Casalsové
|   |                                       | Krejčíková Siniaková | Gauff Pegula     | Sü Jang          | Krawczyk Schuurs | Zápasy | Sety        | Hry          | Pořadí |
|   | Barbora Krejčíková Kateřina Siniaková |                      | 6–2, 6–1         | 6–3, 6–3         | 6–4, 6–3         | 3–0    | 6–0 (100 %) | 36–16 (69 %) | 1.     |
| 3 | Coco Gauffová Jessica Pegulaová       | 2–6, 1–6             |                  | 4–6, 6–4, [7–10] | 6–3, 0–6, [5–10] | 0–3    | 2–6 (25 %)  | 19–33 (37 %) | 4.     |
| 6 | Sü I-fan Jang Čao-süan                | 3–6, 3–6             | 6–4, 4–6, [10–7] |                  | 6–7(2–7), 3–6    | 1–2    | 2–5 (29 %)  | 26–35 (43 %) | 3.     |
| 8 | Desirae Krawczyková Demi Schuursová   | 4–6, 3–6             | 3–6, 6–0, [10–5] | 7–6(7–2), 6–3    |                  | 2–1    | 4–3 (57 %)  | 30–27 (53 %) | 2.     |

### Skupina Pam Shriverové
|   |                                         | Dabrowska Olmos        | Kuděrmetova Mertens | Kičenok Ostapenko      | Danilina Haddad Maia  | Zápasy | Sety       | Hry          | Pořadí |
| 2 | Gabriela Dabrowská Giuliana Olmosová    |                        | 6–7(5–7), 2–6       | 7–6(7–5), 2–6, [12–10] | 5–7, 0–6              | 1–2    | 2–5 (29 %) | 23–38 (38 %) | 4.     |
| 4 | Veronika Kuděrmetovová Elise Mertensová | 7–6(7–5), 6–2          |                     | 3–6, 6–1, [10–6]       | 6–4, 6–3              | 3–0    | 6–1 (86 %) | 35–22 (61 %) | 1.     |
| 5 | Ljudmyla Kičenoková Jeļena Ostapenková  | 6–7(5–7), 6–2, [10–12] | 6–3, 1–6, [6–10]    |                        | 6–7(7–9), 6–4, [10–8] | 1–2    | 4–5 (44 %) | 32–31 (51 %) | 2.     |
| 7 | Anna Danilinová Beatriz Haddad Maiová   | 7–5, 6–0               | 4–6, 3–6            | 7–6(9–7), 4–6, [8–10]  |                       | 1–2    | 3–4 (43 %) | 31–30 (51 %) | 3.     |